# Talbrücke Brünn
Die Talbrücke Brünn oder Brünntalbrücke ist eine 696 m lange Brücke der Autobahn 73.
Das Bauwerk liegt zwischen den Autobahnanschlussstellen Schleusingen und Eisfeld-Nord bei dem Ort Brünn in Südthüringen. Es überspannt in einer Höhe von maximal 23 m mit 14 Feldern die Bäche Brünna und Alterbach sowie die Bundesstraßen 4 von Eisfeld nach Schleusingen und die B 281a von Brünn nach Sachsenbrunn. Die Trasse der Autobahn ist im Bereich der Brücke im Grundriss gerade und weist im Aufriss eine Wanne mit einem Gradientenwechsel auf, bei einer Steigung von 2,4 % Richtung Schleusingen und 2,4 % Richtung Eisfeld. Gebaut wurde die Überführung mit zwei getrennten Überbauten zwischen den Jahren 2005 und 2007.

## Gründung und Unterbauten
Die Widerlager haben eine Flachgründung, die Pfeiler sind auf Bohrpfählen mit 1,2 m Durchmesser und 10 bis 20 m Länge tiefgegründet. Der Vollquerschnitt der maximal 20 m hohen Pfeiler ist V-förmig ausgebildet. Zur Aufnahme der Lager weitet sich der achteckige Querschnitt am Pfeilerkopf 7,8 m unterhalb vom Überbau in zwei Rechteckquerschnitte auf.

## Überbauten

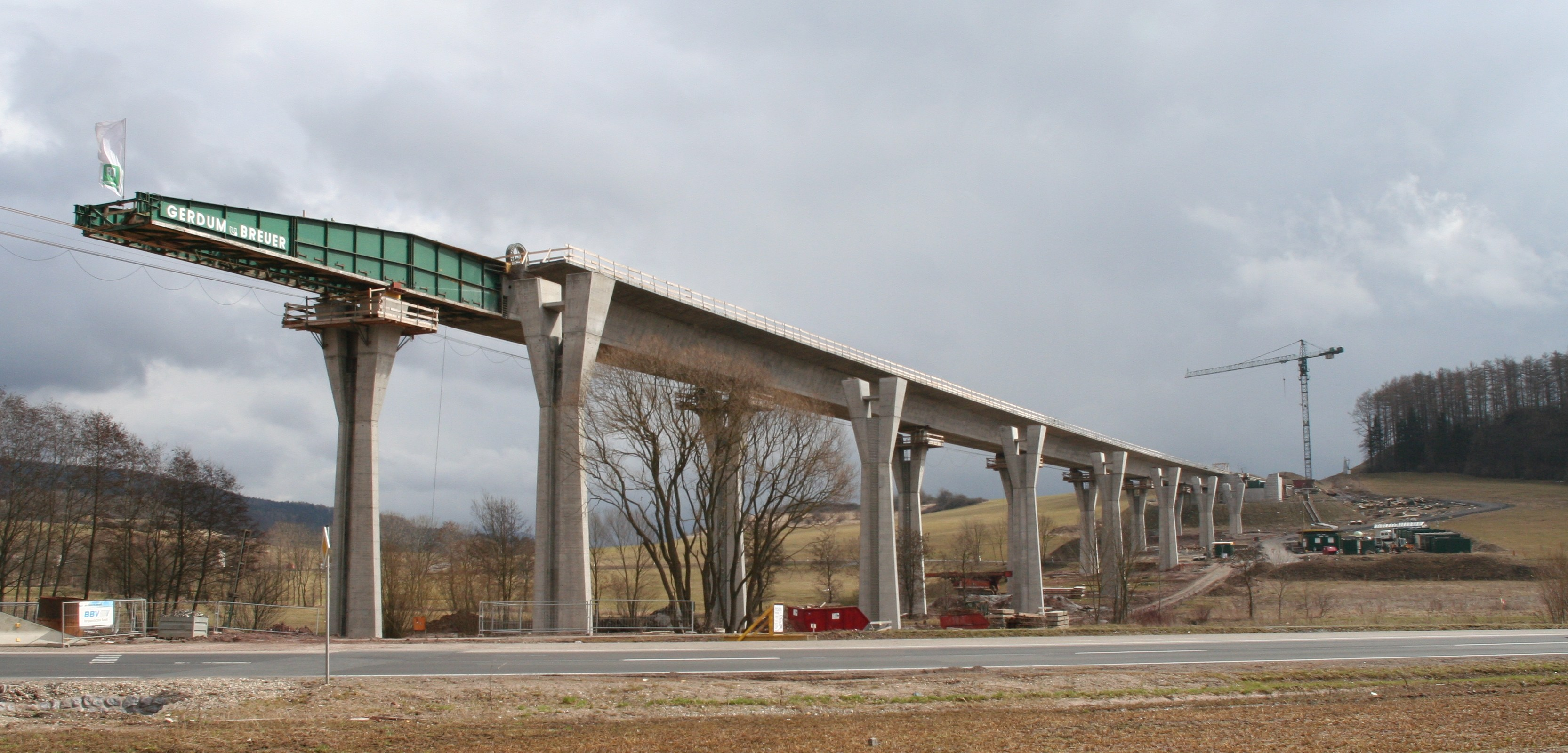
Brücke im Bauzustand mit Vorbauschnabel

Die beiden nebeneinander liegenden Überbauten der Spannbetonbrücke weisen als Bauwerkssystem den Durchlaufträger auf. Sie besitzen jeweils einen Hohlkastenquerschnitt mit konstanter Konstruktionshöhe von 3,6 m. Die Vorspannung besteht aus einer Mischbauweise mit internen und externen Spanngliedern.
Die Gesamtstützweite beträgt für die 14-feldrige Brücke 696,0 m, die beiden Endfelder spannen
40,4 m weit, die 12 Innenfelder besitzen eine Stützweite von 50,8 m.

## Ausführung
Der Brückenüberbau wurde im Taktschiebeverfahren hergestellt, der Taktkeller stand am östlichen Widerlager.